# Зауфа
Зауфа́ (рос. Зауфа) — присілок у складі Красноуфімського міського округу (Натальїнськ) Свердловської області.
Населення — 305 осіб (2010, 393 у 2002).
Національний склад станом на 2002 рік: росіяни — 87 %.